# HBTQ-rättigheter i Mongoliet
HBTQ-rättigheter i Mongoliet är inte på samma nivå som de heterosexuellas. Enligt ILGA är HBTQ-gemenskapens rättigheter brett skyddade i Mongoliet och situationen är bland de bästa i Asien.

## Historia
Djingis khan stiftade en lag som bestraffade homosexualitet med dödsstraff. Orsaken till lagen var att säkra en stabil befolkningstillväxt bland etniska mongoler så att den mongoliska befolkningen (som på den tiden var cirka 1,5 miljoner) skulle konkurrera med den kinesiska (cirka 100 miljoner) i framtiden..
Då Mongoliet blev kommunistiskt 1924, tabubelades nästan allt gällande minoriteter. Homosexualitet avkriminaliserades i Mongoliet år 1961.
2007 grundades ett HBTQ-centrum i Ulan Bator. Dess verksamhet började två år senare på grund av svårigheter i centrets registreringsprocess..
På 2010-talet har samhället börjat bli mer accepterande och öppet för HBTQ-gemenskapen.. Folk som hör till sexuella minoriteter är dock mindre sannolika att söka sig till bland annat HIV-tester eftersom de är rädda för dubbelstigmatisering på grund av sin sexuella läggning och sjukdom.

## Idag
Den sexuella myndighetsåldern är densamma oavsett sexuell läggning.
Hatbrott mot HBTQ-gemenskapen har börjat straffas oftare och polisen är mer och mer medveten om hatbrott. Sedan 2017 har det varit olagligt att diskriminera på basis av sexuell läggning.
I dagens läge erkänner staten inte samkönade äktenskap vilket bland annat utgör ett hinder för dessa par att ansöka om till exempel bostadslån. Mongoliets grundlag har definierat ett äktenskap som ett förbund mellan en man och en kvinna.
Den första pridefestivalen i Mongoliet hölls 2013. Det finns bara en HBTQ-vänlig bar i Mongoliet: D.D./H.Z. Bar.

## Könskorrigering
Könskorrigerande operation ingår inte till den offentliga hälsovården i Mongoliet och största delen av vårdpersonalen har ingen erfarenhet av operationer, vilket har lett till det att många transmän och -kvinnor behandlar sig själva med medicin..
Att korrigera sitt kön till födelseanmälan och identitetskort har varit möjligt sedan 2009.

## Översiktstabell
| Händelse                                 | Status (år)           | Källa |
| ---------------------------------------- | --------------------- | ----- |
| Homosexualitet avkriminaliserad          | Ja (1961)             | [ 4 ] |
| Samkönat äktenskap                       | Nej (grundlagen 1992) | [ 7 ] |
| Möjlighet att tjänstgöra i militären     | Ja                    | [ 8 ] |
| Jämställd sexuell myndighetsålder        | Ja                    | [ 8 ] |
| Öppet homosexuella män kan donera blod   | Ja                    | [ 8 ] |
| Lagstiftningen mot diskriminering        | Ja (2017)             | [ 9 ] |
| Könskorrigering erkänns i lagstiftningen | Ja (2009)             | [ 3 ] |